# ويليام بيرسون
ويليام بيرسون (بالإنجليزية: William Pearson)‏ (10 نوفمبر 1912 في أستراليا - 11 سبتمبر 1987 بملبورن في أستراليا) هو لاعب كريكت أسترالي. لعب مع فريق فكتوريا للكريكت.

## وصلات خارجية
- ويليام بيرسون على موقع إي آس بي آن كريك إنفو (الإنجليزية)